# Midnight Oil
Midnight Oil – australijski zespół muzyczny założony w Sydney w 1972 roku. Nazwa grupy wywodzi się od dwóch angielskich powiedzeń Burn The Midnight Oil (co oznacza „uczyć się, pracować do późna w nocy”) oraz Smells Of The Midnight Oil (określenia na skomplikowaną językowo poezję, bogatą w różnego typu aluzje i odniesienia do innych utworów). W początkowym okresie działalności, zespół grał rocka alternatywnego. W drugiej połowie lat 80. zmienił kierunek w stronę pop-rocka. Wylansował jeden przebój na skalę międzynarodową – „Beds Are Burning” pochodzący z albumu Diesel and Dust. Inne znane utwory zespołu to m.in. Blue Sky Mine, The Dead Heart.  

## Przegląd
Początkowo grupa występowała pod nazwą Farm, gdzie skład tworzył gitarzysta Jim Moginie i perkusista Rob Hirst. W 1975 roku dołączył do nich charyzmatyczny wokalista – Peter Garrett, gitarzysta Martin Rotsey i basista Andrew "Bear" James co zapoczątkowało nowy etap w karierze grupy. Z powodu lewicowych poglądów Petera Garretta oraz Jima Mogine większość utworów grupy ma charakter polityczny. Piosenki często komentują lub opisują problemy społeczne w Australii. Dużo utworów jest także poświęconych polityce czy ochronie przyrody.
2 grudnia 2002 Garrett wystąpił z grupy, aby skoncentrować się na karierze politycznej, w 2004 został wybrany do australijskiego parlamentu z ramienia Partii Pracy. Pozostali członkowie grupy postanowili nadal grać razem pod inną nazwą, na skutek czego grupa oficjalnie zawiesiła swoją działalność koncertową. Wznawiała ją dwukrotnie w 2005 i 2009 grając wyłącznie koncerty charytatywne, które odbyły się w ich ojczyźnie – w Sydney, Canberze oraz Melbourne. Trzecia reaktywacja zespołu miała miejsce w 2017 roku. W 2022 zespół wyrusza w pożegnalną trasę koncertową i planuje wydanie albumu Resist.

## Skład zespołu

### Obecni muzycy
- Rob Hirst – perkusja, wokal (od 1972[1])
- Jim Moginie – gitara, instrumenty klawiszowe (od 1972[1])
- Peter Garrett – wokal główny, harmonijka ustna (od 1975)
- Martin Rotsey – gitara (od 1975[1])

### Byli członkowie
- Andrew „Bear” James – gitara basowa (od 1975 do 1980)
- Peter Gifford – gitara basowa, wokal (od 1980 do 1987)
- Bones Hillman – gitara basowa, wokal (od 1987 do 2020, zmarł w 2020[9])

## Dyskografia
- Midnight Oil (1978)
- Head Injuries (1979)
- Bird Noises (EP) (1980)
- Place Without a Postcard (1981)
- 10, 9, 8, 7, 6, 5, 4, 3, 2, 1 (1982)
- Red Sails in the Sunset (1984)
- Species Deceases (EP) (1985)
- Diesel and Dust (1987)
- Blue Sky Mining (1990)
- Scream in Blue (1992)
- Earth and Sun and Moon (1993)
- Breathe (1996)
- 20,000 Watt R.S.L. (1997)
- Redneck Wonderland (1998)
- The Real Thing (2000)
- Capricornia (2002)
- Best of Both Worlds (2004)
- Flat Chat (2007)
- Armistice Day: Live At The Domain (2018)[10]
- The Makaratta Project (2020)[11]
- Resist (2022)[8]

## Filmografia
- Midnight Oil 1984 (2018)